# 科尼·埃文斯
科尼·伊雲斯（英語：Corry John Evans，1990年7月30日—）是一位北愛爾蘭足球運動員，司職後衛或中場，亦是北愛爾蘭足球代表隊成員。

## 生平

### 球會
1990年出生於贝尔法斯特的科尼·伊雲斯，於Greenisland足球俱樂部開始他的球員生涯，隨著兄長乔尼加盟曼聯，舉家遷居到曼徹斯特，而科尼·伊雲斯亦以學生身份參加曼聯青年隊，在2006年7月，當他年滿16歲時即簽署學徒合同，當時他已經是U18歲青年隊的常規正選，而他更於2005年10月31日參加預備隊的賽事，以後備身份入替萨姆·休森，作客1-5負於奧咸。在2006/07年球季在他於U18青年隊上陣19場及攻入1球，而他的第二場預備隊賽事直至2007年11月才再以後補身份作客2-1擊敗米杜士堡。
在2007/08年球季再獲得5次為預備隊上陣後度，埃文斯於翌季成為預備隊的常規正選，還一度得到了隊長袖標。雖然早期主要擔任正中場，2008/09年球季科尼·伊雲斯發現自己越來越多地用來作為中後衛。2009年5月24日，是他被第一次徵召往曼聯一線隊参加2008/09年賽季英超聯賽，而該場比賽是賽季最後一場比賽，對手是侯城，他於後備席沒有獲派上陣。
2010年10月22日被緊急借用到英甲球會卡素爾1個月，但期間受到傷病困擾，僅取得1次上陣機會。2011年1月14日科尼·伊雲斯被外借到英冠球會侯城，初部為期6個月。1月22日作客雷丁，他於下半場入替曼聯隊友（Cameron Stewart）首次上陣，截得乏力的頭球回傳，輕鬆射入為球隊首開記錄，是個人首個一隊入球。期間上陣18場及射入3球，於球季結束後侯城付出沒有透露的轉會費正式買斷埃文斯，簽約直至2014年。

### 國家隊
在國家隊方面，他首次參加的級別是北愛爾蘭 U16，在這個級別中，他合共出賽3場總共攻入1球。除後他分別在 U17-U19的比賽中亮相，他合共出賽17場但沒有入球。2008年8月19日，他首次亮相於北愛爾蘭 U21是對波蘭 U21，他成為後備隊員，在第72分鐘被替換出場，雖然他雖然沒有入球，但北愛爾蘭也以1-0勝出比賽。2009年現在他不幸沒有被召入國家隊參加2009年歐洲U-21足球錦標賽，但他可能會有資格參與2011年歐洲U-21足球錦標賽。2009年5月20日，他首次被召入北爱尔兰國家隊，在19人的名單中，他有幸在球場上做防守中場。
2010年9月3日在首場2012年欧洲足球锦标赛外围赛作客對斯洛文尼亞，下半後補入替僅3分鐘，首次觸球即在門前兩碼撞球入網，取得個人首個成年國際賽入球兼本場唯一入球。

## 個人
伊雲斯的哥哥乔尼是曼聯一隊正選球員，司職後衛。

## 榮譽

### 俱樂部
布萊克本流浪者
- 英格蘭足球甲級聯賽亞軍：2017-18賽季[8]

## 外部連結
- 曼聯官網簡歷 （页面存档备份，存于）
- 北愛爾蘭足總官網簡歷 （页面存档备份，存于）
- 足球数据库：科尼·埃文斯的球员统计数据
- Soccerway資料庫：科尼·埃文斯